# دونكان ماكفيرسن
دونكان ماكفيرسن (بالإنجليزية: Duncan MacPherson)‏ (و. 1966 – 1989 م) هو لاعب هوكي الجليد كندي، ولد في ساسكاتون، مركز لعبه هو مدافع ‏، توفي عن عمر يناهز 23 عاماً.

## جوائز
حصل على جوائز منها:
- نيشان الفنون والآداب من رتبة قائد (17 يناير 2013)"Nomination dans l'ordre des Arts et des Lettres janvier 2013 - Ministère de la Culture". مؤرشف من الأصل في 2019-04-15. اطلع عليه بتاريخ 2019-04-15.
- جائزة المنافسة العامة  [لغات أخرى]‏ (1946)

## روابط خارجية
- دونكان ماكفيرسن على موقع دوري الهوكي الوطني (الإنجليزية)
- دونكان ماكفيرسن على موقع EliteProspects.com (الإنجليزية)
- دونكان ماكفيرسن على موقع HockeyDB.com (الإنجليزية)